# Ora Goldstein
Ora Goldstein, coniugata Anlen (in ebraico אורה אנלין‎?; HaMa'apil, 15 agosto 1944 – Ramat Yishai, 10 luglio 2022), è stata un'atleta paralimpica, nuotatrice e cestista israeliana.

## Biografia
Ora Goldstein nacque in un kibbutz israeliano. Quando era ancora una bambina contrasse la poliomielite e rimase paralizzata ad entrambi gli arti inferiori. Nel 1964, cominciò a praticare sport in un centro sportivo per disabili.
Nel 1966, partecipò per la prima volta a competizioni internazionali. Vinse cinque medaglie agli Stoke Mandeville Games di quell'anno, mentre ai Giochi di Tel Aviv 1968 conquistò quattro medaglie e un record mondiale. In seguito, vinse sette medaglie agli Stoke Mandeville Games 1971, cinque medaglie ai Giochi paralimpici di Heidelberg 1972 e quattro medaglie ai Giochi di Toronto 1976.
Nel 1977, sposò Haim Anlen, un delegato ai Giochi paralimpici del 1976.

## Palmarès
| Anno | Manifestazione     | Sede       | Evento                                    | Risultato | Prestazione | Note |
| ---- | ------------------ | ---------- | ----------------------------------------- | --------- | ----------- | ---- |
| 1968 | Giochi paralimpici | Tel Aviv   | Atletica leggera - Getto del peso         | Bronzo    |             |      |
| 1968 | Giochi paralimpici | Tel Aviv   | Atletica leggera - 60 metri in carrozzina | Bronzo    |             |      |
| 1968 | Giochi paralimpici | Tel Aviv   | Nuoto - 50 m rana                         | Bronzo    |             |      |
| 1968 | Giochi paralimpici | Tel Aviv   | Nuoto - 100 m rana                        | Oro       |             |      |
| 1972 | Giochi paralimpici | Heidelberg | Atletica leggera - Getto del peso         | Oro       |             |      |
| 1972 | Giochi paralimpici | Heidelberg | Atletica leggera - Lancio del disco       | Argento   |             |      |
| 1972 | Giochi paralimpici | Heidelberg | Atletica leggera - Pentathlon             | Argento   |             |      |
| 1972 | Giochi paralimpici | Heidelberg | Nuoto - 50 m rana                         | Argento   |             |      |
| 1972 | Giochi paralimpici | Heidelberg | Basket in carrozzina                      | Bronzo    |             |      |
| 1976 | Giochi paralimpici | Toronto    | Atletica leggera - Lancio del disco       | Oro       |             |      |
| 1976 | Giochi paralimpici | Toronto    | Atletica leggera - Getto del peso         | Oro       |             |      |
| 1976 | Giochi paralimpici | Toronto    | Atletica leggera - Pentathlon             | Argento   |             |      |
| 1976 | Giochi paralimpici | Toronto    | Nuoto - 50 m rana                         | Argento   |             |      |